# 파나픽셀
파나픽셀은 국스월드의 필름 브랜드이다. 파나픽셀(PanaPixel)필름은 
1982년 미국 뉴욕 브루클린에서 시작해 현재 전세계에서 기술력으로 인정받고 있는 
미국 익스프레스 윈도우 필름(Express Window Films)의 제품이다. 
초고투명 밝은 틴팅 80%, 70%부터 중간 틴팅 50%, 30%, 프라이버시 보호용 틴팅 15%, 04%
모든 라인업을 가지고 있는 프리미엄 등급의 수입 필름이다. 

## 제품
- 파나픽셀 SB - 비금속 슈퍼블랙 틴팅필름 (프리미엄급)
- 파나픽셀 UB - 비금속 울티마블랙 틴팅필름 (하이엔드급)
- 파나픽셀 ES - 에메랄드 반사 틴팅필름

## 유통

### 대한민국
파나픽셀은 2020년 7월 기준 본점을 포함, 총 10개의 대리 및 시공점을 보유하고있다. 
 본점 : 경기도 용인시 수지구 용구대로 2771번길 42, 국스월드
- 포항점 : 경북 포항시 남구 대도동 126-3 /  디하츠
- 울산점 : 울산 북구 진장20길 2 / 골드카용품
- 부산1점 : 부산 광역시 중앙대로 1473번길 8 / 차스테이션
- 부산2점 : 부산 광역시 강서구 명지동 3517-2 / 디테일오토나인
- 거제점 : 경상남도 거제시 아주동 319-11 / 세븐디테일
- 양산점 : 경상남도 양산시 물금읍 서들5길 24 / 세븐디테일
- 창원점 : 경상남도 창원시 의창구 서상동 344 / mc노블레스클럽
- 대전점(천동) : 대전광역시 동구 대전로 576-1 / 아이&드라이브
- 대전점(읍내동) : 대전광역시 대덕구 대전로 1399 / 아이&드라이브